# Wirtshaus an der Lahn (Dausenau)

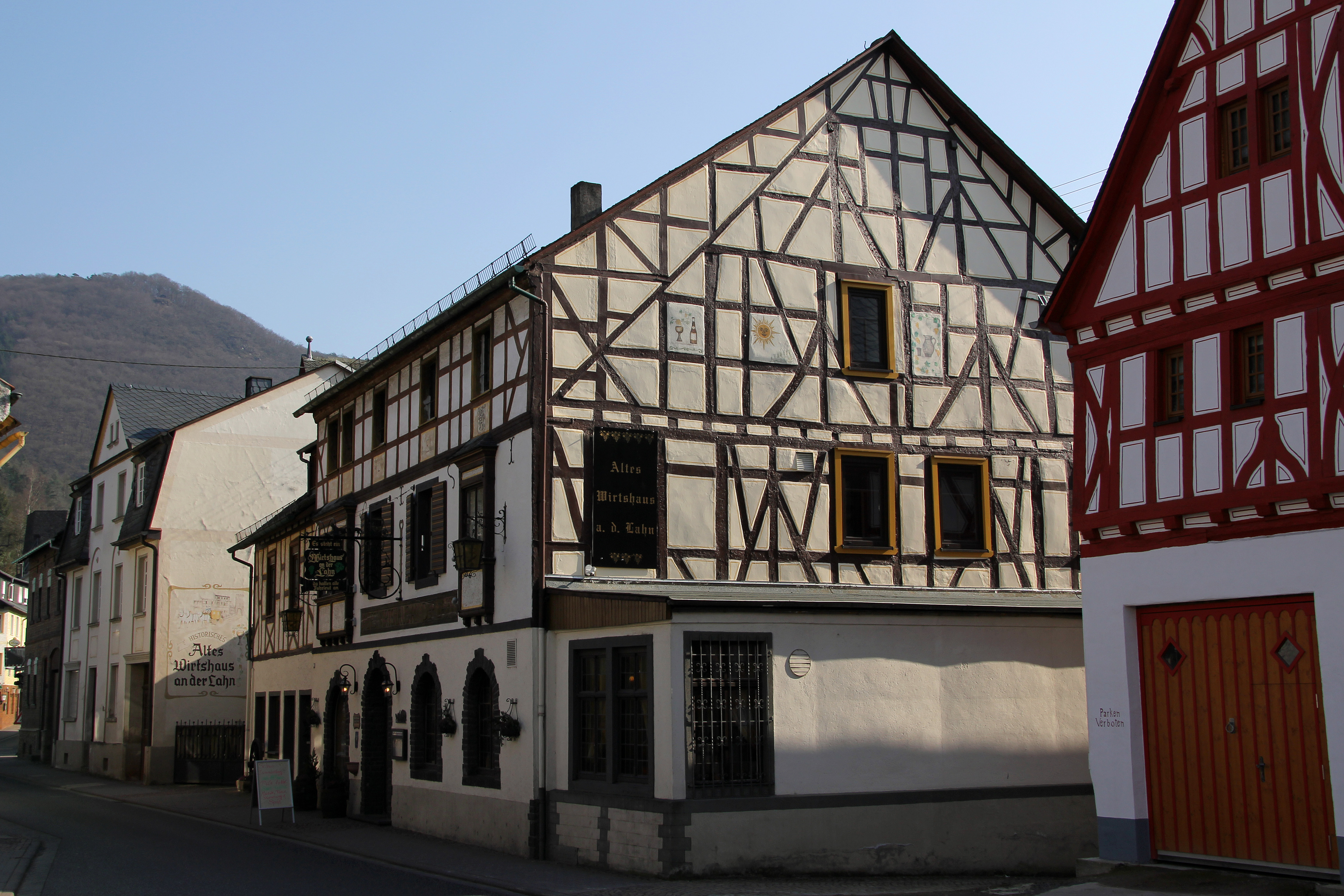
Das Wirtshaus an der Lahn in Dausenau

Das Wirtshaus an der Lahn ist ein Gasthaus am Lahnufer in Dausenau und angeblich Schauplatz der sagenhaften Wirtinnenverse.
Entlang der Lahn gibt es zahlreiche Gasthäuser, die diesen Namen zum Teil schon aus historischer Zeit tragen. Einige davon nehmen für sich in Anspruch, das „echte“ Wirtshaus an der Lahn aus dem bekannten Lied zu sein. Historisch in Betracht kommen hier das Wirtshaus an der Lahn in Lahnstein sowie das Wirtshaus in Dausenau.
Das Wirtshaus an der Lahn in Dausenau ist in einem alten Fachwerkhaus unmittelbar am Lahnufer des Lahnortes gelegen. Gut geschützt durch die heute noch weitgehend erhaltene historische Stadtmauer von Dausenau bot es Schiffern und Fuhrleuten eine sichere Einkehr für die Nacht. Belege über Truppenbewirtungen aus dem Dreißigjährigen Krieg künden von der über 350 Jahre alten Geschichte dieses Hauses.
Auch dieses Wirtshaus hat Goethe auf seinen Reisen mehr als ein halbes Dutzend Mal zwischen den Jahren 1774 und 1815 passiert, und hier soll sich Folgendes ereignet haben: Goethe saß am Tisch und trank Schorle, weshalb er von den am Nachbartisch sitzenden Herren bespöttelt wurde. Daraufhin kritzelte Goethe folgenden Vers auf die Tischplatte, den man noch bis 1935 unter einer Glasplatte lesen konnte:
Wasser allein macht stumm,

das zeigen im Bach die Fische.

Wein allein macht dumm,

siehe die Herrn am Tische.

Da ich keins von beiden will sein,

trink ich Wasser mit Wein.